# Hacienda Vieja, Santo Domingo Teojomulco
Hacienda Vieja är en ort i Mexiko.   Den ligger i kommunen Santo Domingo Teojomulco och delstaten Oaxaca, i den sydöstra delen av landet, 400 km sydost om huvudstaden Mexico City. Hacienda Vieja ligger 838 meter över havet och antalet invånare är 113.
Terrängen runt Hacienda Vieja är huvudsakligen kuperad, men norrut är den bergig. Runt Hacienda Vieja är det ganska glesbefolkat, med 34 invånare per kvadratkilometer. Närmaste större samhälle är El Arador, 11,8 km öster om Hacienda Vieja. I omgivningarna runt Hacienda Vieja växer huvudsakligen savannskog.